# 家有嬌妻 (臺灣)
《家有嬌妻》是中國電視公司於1972年播放長達五年的情境喜劇，製作人翟瑞靋，主演張琍敏、金滔、關勇、洪濤，主持人李濤曾客串兩集。